# Pseudotrochalus lepersonneae
Pseudotrochalus lepersonneae är en skalbaggsart som beskrevs av Louis Burgeon 1943. Pseudotrochalus lepersonneae ingår i släktet Pseudotrochalus och familjen Melolonthidae. Inga underarter finns listade i Catalogue of Life.